# Baneux Mathieu Gustave
Mathieu Gustave Baneux (París, 12 de juny de 1825 - idm. 27 de març de 1878) fou un compositor i tocador de corn, francès.
Va rebre les primeres lliçons de corn del seu pare. El 24 d'octubre de 1836 va començar estudiar aquell instrument amb Dauprat i composició amb Halevy al Conservatori de París, en 1839 2n. premi de corn, 1840 1r premi de corn, 1841-1847, primer premi de corn de l'Opera-Comique de París, 1 de setembre de 1847 fou nomenat corn a l'Òpera de París, i el 1849 va deixar el lloc per donar concerts, en 1849 va actuar en els Société des Concerts de París, el 1853 es va traslladar a Itàlia, 1854 després de la mort del seu pare va tornar a l'Opera-Comique com a solista de trompa. El 1868 era director de banda de la Guàrdia Nacional legió 5ª.
El 18 de setembre de 1862, a París es va casar amb la cantant d'òpera i professor de cant Irma Sophie Pannetrat (Alger, 24 de març de 1833 - París, 6 de gener de 1892).
Obres i arranjaments de Gustave Baneux:
- Variations sur un air favori de I Capuleti de Bellini. Corn i orquestra. op. 1. París 1867
- 12 Duos fàcils per corn a pistons saxo-corns, saxo-trompes o cors. op. 13. París 1857
- La feuille et le serment. Quadrilla per a piano composta vers les romances favorites cantades als concerts Vivienne. París 1844
- Une fete aux Iles Marquises. Quadrilla. Piano dedicat a Melle Aline Robert, Paris 1844
- Luisa. Vals per a piano publicat a La France musicale, Paris 1847
- 20 Etudes pour le cor, dedicat a la memòria del seu pare, Paris 1856
- L'Etourdissante. Grande polque per a piano, Paris 1857
- L'Heureux age. Romance, paraules de Gay de la Tour, Paris 1857
- Le sommeil d'un ange. Melodies, paraules de Gay de la Tour Emile Baneux, Paris 1858
1 - Les voeux
2 - La clochette du bon ermite
3 - Le sommeil d'un ange
- Un peu, beaucoup, pas du tout. Marguerite-polka. Piano, Paris 1860
- Le mariage a Nicolle, escena còmica, paraules d'Emile Baneux, París 1863
- La Separation de corps, paraules d'Emile Baneux, París 1864
- Le mouton de Betzy. Chansonnette paraules d'Er. Bourget, París 1865
- Une victime de l'amour, paraules d'Emile Baneux, París 1868
- Fantaisie-caprice pour le cor en fa, amb acompanyament de piano, París 1868
- Valse de concert. Corn i piano. París 1872

El seu pare fou Emile Baneux (París, 1795 - 1854) fou un músic francès.
Concertista de cornetí, va ser deixeble de Dauprat, va ser nomenat professor de cornetí del Gimnàs militar.